# رسوایی فساد در فوتبال ایران ۱۴۰۳
فساد گسترده در فوتبال ایران که به دلیل گردش مالی بالا در این حوزه پیش آمده است. که به کالچوپولی ایرانی تشبیه شده، مربوط به تخلفات مالی و تبادل رشوه در باشگاه فوتبال مس رفسنجان در سال‌های ۱۳۹۸ تا ۱۴۰۰ است.

## اسامی و گمانه زنی‌ها
| نام              | سمت                                                                                                  | علت مطرح شدن نام                           | توضیحات |
| ---------------- | --- | ------------------------------------------ | --- |
| خداداد افشاریان  | رئیس کمیته داوری                                                                                     | متهم به دریافت و پرداخت رشوه               | استعفا از سمت و اعتراف به ۱۵فقره فساد در فوتبال و بازداشت شدن                                                          |
| فریبرز محمودزاده | مسئول برگزاری مسابقات لیگ دسته اول فوتبال درسال ۱۴۰۰ و مشاور مهدی تاج رئیس فدراسیون فوتبال درسال۱۴۰۲ | متهم به دریافت و پرداخت رشوه               | بازداشت |
| سهیل مهدی        | رئیس سازمان لیگ                                                                                      | متهم به دریافت و پرداخت رشوه               | استعفا از سمت |
| محمدحسین میثاقی  | مجری فوتبال برتر                                                                                     | متهم به نقش داشتن در فساد                  | وی دریک برنامه تلویزیونی به کلی اتهامات تکذیب کرد                                                                      |
| مهدی هاشمی       | تهیه‌کننده فوتبال برتر                                                                                | متهم به نقش داشتن در فساد                  | میثاقی در برنامه فوتبال برتر اتهامات منسوب به تهیه‌کننده را تکذیب کرد                                                   |
| علی خسروی        | داور بازنشسته و کارشناس داوری                                                                        | متهم به دریافت و پرداخت رشوه               | اتهامات به کارشناس داوری صرفا در فضای مجازی بود                                                                        |
| محمد ربیعی       | سرمربی فوتبال                                                                                        | متهم به پرداخت رشوه و پرداخت پول به جادوگر | |
| علی رمضانی       | مدیر عامل مس کرمان                                                                                   | مطلع                                       | |
| جواد خیابانی     | مجری                                                                                                 | مطلع                                       | |
| پژمان راهبر      | سردبیر سایت ورزش سه                                                                                  | متهم به دریافت و پرداخت رشوه               | |
| امیر عرب‌براقی    | داور                                                                                                 | متهم به دریافت رشوه                        | |
| مجید زین الدینی  | مدیر عامل مس رفسنجان                                                                                 | متهم به دریافت و پرداخت رشوه               | |
| علی علیزاده      | عضو هیئت مدیره مس رفسنجان                                                                            | متهم به دریافت و پرداخت رشوه               | |
| عادل فردوسی‌پور   | مجری و کارگردان                                                                                      | متهم به دریافت رشوه                        | سوشا مکانی اتهاماتی را در فضای مجازی به وی نسبت داد که وی در یک پادکست ضمن تکذیب قوی این موارد دست به افشاگری محکمی زد |
| رضا جاودانی      | مجری و تهیه‌کننده و عضو کمیته انضباطی                                                                 | مطلع                                       | |
| شهاب زندی        | مدیرعامل باشگاه شمس‌آذر                                                                               | متهم به دریافت رشوه                        | بازداشت |

### باشگاه‌های مطرح شده
| نام باشگاه | علت مطرح شدن نام                                                                           | توضیحات |
| ---------- | ------------------------------------------------------------------------------------------ | ------- |
| مس رفسنجان | شکایت اعضا هییت مدیره جدید از مدیران قبلی به دلیل هزینه‌های نامعقول/داد ستد رشوه مدیران وقت |         |
| شمس‌آذر     | احضار مدیر عامل باشگاه به دادگاه به اتهام دست داشتن در فساد                                |         |

## اردیبهشت ۱۴۰۳
با انتشار اخبار حضور رؤسای بلند ارکان پایه فدراسیون فوتبال و مدیران باشگاه‌ها و مجریان حوزه ورزش در دادگاه فساد و رشوه باشگاه مس رفسنجان که مربوط به سال ۱۴۰۰ در مجلات و اخبار و فضای مجازی فوتبال ایران بار دیگر وارد حاشیه جدید شد. و اسامی باشگاه‌ها و اشخاص جدیدی در رابطه با این پرونده مطرح شد. که باعث برکناری از کار یا واکنش این افراد را در پی داشت مانند: سهیل مهدیرئیس سازمان لیگ و خداداد افشاریان رئیس کمیته داوران فدراسیون و محمد حسین میثاقی مجری برنامه فوتبال برتر و سید مهدی هاشمی تهیه‌کننده برنامه فوتبال برتر و فریبرز محمودزاده مشاور رئیس فدراسیون فوتبال پژمان راهبر سردبیر سایت ورزش سه و امیر عرب‌براقی داور فوتبال، شهاب زندی مدیرعامل باشگاه فوتبال شمس‌آذر.
باگذر زمان و مشخص شدن برخی موارد معلوم شد که متخلفان از کالاهایی همچون ارز دیجیتال، دلار، سکه و حواله خودرو و ساعت رولکس برای دادن رشوه استفاده می‌کردند.

### محمدحسین میثاقی
محمدحسین میثاقی در واکنش به خصوص مطرح شدن اسمش در پرونده فساد گفت:
"متأسفانه یک گروه مافیایی فاسد هم در فوتبال وجود دارد که صاحب قدرت است و در بخش‌های مختلف از رسانه تا مدیر فدراسیون فوتبال و مربی حضور دارند.
این گروه مافیایی الان که پرونده باز شده، دوست دارد شلوغ کند و انگ بزند تا خودش کنار برود ولی این‌بار کور خوانده و نمی‌تواند در برود.
این یک مبارزه سیستماتیک با فساد در فوتبال است که از یک باشگاه (مس رفسنجان) شروع شده و شاید در باشگاه هم‌استانی و باشگاه‌های دیگر هم ادامه پیدا کند.
هر فردی که سند یا مدرکی دارد که تیم فوتبال برتر یک ریال یا دلار تخلف کرده، منتشر کند تا ما هم پخش کنیم. خیلی‌ها از باشگاه‌های دیگر درگیر این پرونده خواهند شد. (م-ه) (ص-ذ) نگویید، هر مدرکی از عوامل فوتبال برتر دارید منتشر کنید!

### اظهارات علی اصغر کلانتری
علی‌اصغر کلانتری، سرمربی تیم فوتبال دسته اولی مس سونگون در این مورد گفته: کسی نمی‌تواند منکر مسائلی چون فساد، تبانی، جادوگر، دوپینگ و رشوه شود و هر کسی چنین کاری کند، جانماز آب می‌کشد!
هر یکی، دو سالی که می‌گذرد، بخشی از این موارد افشا می‌شود و همه متوجه می‌شوند چه خبر بوده است. می‌بینیم کسانی از تبانی و فساد در فوتبال حرف می‌زنند و گلایه می‌کنند که خودشان یک پایه این کار هستند!
آنها اگر خودشان را گول بزنند، نمی‌توانند ما را فریب بدهند. کسانی دایه مهربان‌تر از مادر شده‌اند که خودشان مشکلاتی داشته‌اند و پدر تیم‌های دیگر را درآورده‌اند!

### مرتضی نبی
پرونده فساد مورد بحث مربوط به یک باشگاه لیگ برتری است که امروز اسم آن را می‌دانیم: باشگاه مس رفسنجان. پیگیری پرونده نیز توسط نهادهای قضایی و امنیتی استان کرمان در حال انجام است. تعدادی از اسامی افراد دخیل در پرونده نیز رسانه‌ای شده: خداداد افشاریان رئیس کمیته داوران فدراسیون فوتبال و عضو هیئت رئیسه فدراسیون، سهیل مهدی رئیس کمیته برگزاری مسابقات سازمان لیگ فدراسیون فوتبال، «پ. ر» و «م. ه» دو چهره رسانه‌ای سرشناس و «ف. م» یکی دیگر از مدیران فدراسیون که گفته می‌شود به مهدی تاج رئیس فدراسیون فوتبال بسیار نزدیک است. موضوع فساد هم مربوط می‌شود به پرداخت رشوه به کمیته داوران، سازمان لیگ و برخی چهره‌های رسانه‌ای برای تغییر نتایج بازی‌ها، جابجایی زمان مسابقات، صدور مجوزها و حق‌السکوت است.

### فرشاد پیوس
این فساد در فوتبال سال‌هاست وجود دارد. نهادهای نظارتی باید زودتر ورود می‌کردند. خیلی از تیم‌ها دوست دارند تیمشان به نتیجه برسد و به همین خاطر هر کاری انجام می‌دهند و هزینه‌های هنگفتی انجام می‌دهند. سال‌هاست فوتبال پاک در ایران وجود ندارد. همه چیز زد و بند شده است. برخی با مدیران ارتباط می‌گیرند و برخی هم با بازیکن در ارتباط هستند تا نتیجه بگیرند. برخی مدیر برنامه‌ها هستند با بازیکنان خود صحبت می‌کنند و مثلاً می‌گویند مقابل فلان تیم بازی نکنید، من شما را فصل بعد به فلان تیم می‌برم. از این موارد در فوتبال ما زیاد وجود دارد، اما کسی این موارد را افشا نمی‌کند. الان هم که یک موضوع مرتبط با فوتبال مطرح شده به نظر من با خاطیان آن باید با اشد مجازات برخورد شود. هر کسی سکه داده و بازیکن حریف را خریده باید مجازات شود.
او همچنین گفت: ما داروان شریفی داریم که زیر فشار داوری می‌کنند، اما تعدادی داور هستند که مشکلاتی دارند که داوران پاک را هم از بین می‌برند. فدراسیون فوتبال و نهادهای نظارتی باید با خاطیان با اشد مجازات برخورد کنند تا کسی دیگر چنین کاری نکند. نباید اینگونه باشد که از این موضوع به راحتی عبور کنیم. پولی که با آن رشوه پرداخت شده، پول بیت‌المال بوده است و کسی از این موضوع نباید عبور کند. خیلی از مربیان قبلاً این کارها را می‌کردند. در لیگ دو تیمی را به لیگ یک می‌آوردند و روی بازیکنان و داوران تأثیرگذار بودند. همه از این موضوعات اطلاع دارند، اما کسی جرئت بیان ندارد. چون هرکسی حرفی بزند می‌گویند مدرک بیاور! چه کسی توان این را دارد برود مدرک جمع کند؟ اما ما فوتبالی هستیم و به خوبی از شرایط اطلاع داریم. همان‌طور که گفتم ما داوران معصومی داریم، اما تعداد انگشت شماری هستند که جامعه داوری را خراب می‌کنند.

### حسین عسگری
حسین عسگری، رئیس اسبق کمیته داوران فدراسیون فوتبال، در واکنش به استعفای خداداد افشاریان و حواشی داوری در فوتبال ایران، انتقادات تندی را به عملکرد فدراسیون و مسئولان ذیربط مطرح کرد. وی در ادامه صحبت‌هایش گفت:
اتفاقاتی که رخ داد، عادی نیست و همه به خوبی می‌دانند چه اتفاقی افتاده است! از قدیم این موارد وجود داشته و همواره فدراسیون به آنها بی‌توجه بوده است. اکنون هم دستگاه قضا به پرونده ورود کرده و افشا شده و متأسفانه اراده‌ای در بدنه فوتبال برای برخورد با این اتفاقات وجود نداشته است. چندی پیش صحبتی از رسول کربکندی دیدم که می‌گفت ۱۰ سال پیش اتفاقی مشابه رخ داده و او دراین‌باره صحبت کرده بود اما در آخر خودش را ۳ میلیون تومان جریمه کردند! داوران فوتبال مثل سیدمهدی سیدعلی و وحید صالحی به صورت علنی در این مورد و پیشنهاداتی که به آنها شده بود، حرف زدند اما هیچ اتفاقی رخ نداد. به نظر می‌رسد این اتفاقات در فوتبال ما عادی شده است. قطعاً عزم و اراده برای مبارزه با این پدیده شوم، به نتیجه خواهد رسید. در هر صورت برخی افراد هستند که می‌خواهند از راه غیرقانونی و میانبر به خواسته‌های خود برسند و باید با آنها برخورد قاطع شود. یک دهه پیش در کشور کره جنوبی ۱۵ بازیکن با همکاری یکدیگر و سایت‌های شرط‌بندی اقدام به مداخله در نتایج کردند. فدراسیون فوتبال کره‌جنوبی طی حکمی تمامی بازیکنان را مادام‌العمر از هرگونه فعالیت ورزشی و فوتبالی منع کرد و با ارسال نامه‌ای از فیفا نیز خواست تا در سایر کشورها این قانون نیز اجرا شود. این اقدامات بازدارنده نتیجه خواهد داد.
وقتی جرمی رخ می‌دهد اگر درست تصمیم‌گیری و برخورد شود، شک نکنید اثرگذار خواهد بود. یقیناً اگر قوه قضاییه به موضوع ورود نمی‌کرد این ماجرا ادامه داشت. آن هم در شرایطی که گفته می‌شود گزارش این مسائل و اتفاقات را سال گذشته به فدراسیون ارائه دادند اما به نظر می‌رسد که آنها توجهی نکردند. موضوعی مطرح شده که درست یا غلط یک اتهام است و باید به رسیدگی شود. رئیس اسبق کمیته داوران همچنین دربارهٔ اتهامات وارد شده علیه افشاریان نیز اظهار داشت: از همان ابتدا نه تنها من بلکه خیلی از پیشکسوتان مخالف حضور او بودند. طبق قانون فیفا افشاریان صلاحیت کار در کمیته داوران را نداشت. طبق قانون فیفا رئیس کمیته داوران و اعضای آن نباید در هیچ‌یک از باشگاه‌های و نهادهای فوتبالی زیر مجموعه فدراسیون عضو باشند. خداداد افشاریان در حالی رئیس کمیته داوران شد که ریاست هیئت فوتبال کهگیلویه و بویراحمد را نیز برعهده داشت و طبق قانون فیفا فعالیت او در مجموعه کمیته داوران غیرقانونی بود اما برای کسی در فدراسیون اهمیت نداشت! نمی‌توان از این مسائل خیلی ساده عبور کرد. مگر فیفا «سپ بلاتر» که ۱۸ سال ریاست آن را برعهده داشت، محروم و جریمه نکرد؟! بعد از فساد «میشل پلاتینی» در یوفا چه برخوردی با او شد؟ به طبع برخورد قاطع از بروز چنین اتفاقات جلوگیری می‌کند.

## خرداد۱۴۰۳

### علی خسروی
علی خسروی که داور بازنشسته و عضو کمیته داوران فدراسیون از افراد جنجالی شبکه‌های مجازی در حوزه افشاگری فساد محسوب می‌شود در تاریخ ششم خرداد ۱۴۰۳ از سوی کمیته اخلاق فدراسیون تا پایان تحقیقات پرونده به مدت ۲۰ روز از فعالیت و حضور در وزرشگاه‌ها در رشته‌های فوتبال، فوتسال و فوتبال ساحلی محروم شد.
هدایت ممبینی اعلام کرد که در متن بیانه کمیته اخلاق آمده است که:
نظر به تقاضای دیوان تحقیقات و با عنایت به محتویات پرونده، مدارک، مستندات و گزارش‌های واصله علیه علی خسروی عضو کمیته داوران مبنی بر تخلف اخلاقی وی، با توجه به اینکه این نوع رفتار نقض آشکار قوانین و مقررات اخلاقی محسوب می‌شود که به تمامیت و اعتبار فوتبال کشور لطمه وارد می‌کند و اینکه صدور حکم نهایی در خصوص وی مستلزم تکمیل تحقیقات مقدماتی است؛ لذا بنابر اهمیت موضوع به استناد مواد ۲۳ و ۶۵ آیین‌نامه کمیته اخلاق، دستور موقت دایر بر منع فعالیت نامبرده در حوزه فوتبال صادر و اعلام می‌شود.
بر همین اساس، نامبرده از هر نوع فعالیت فوتبالی، فوتسالی و فوتبال ساحلی از جمله ورود به ورزشگاه‌ها و باشگاه به مدت ۲۰ روز تا صدور رأی قطعی محروم است.
این رأی ظرف یک هفته از تاریخ ابلاغ به ایشان قابل اعتراض در کمیته استیناف می‌باشد.
علی خسروی پیشتر در شبکه‌های مجازی با گذاشتن استوری در پیج شخصی خود. مدعی شده بود که هواداران باشگاه فوتبال استقلال به وی فحاشی کرده‌اند و وی را شیتیل بگیر می‌نامند. از همین رو وی را تهدید به قتل کرده‌اند.

### مدیران سابق باشگاه مس رفسنجان
وقتی تیم مدیریتی باشگاه مس رفسنجان تغییر کرد، مدیران جدید متوجه بدهی ۲۲۰ میلیاردی می‌شوند و در ادامه بعد از بررسی اسناد مالی باشگاه مشخص می‌شود که برای بخش زیادی از هزینه‌هایی که انجام شده هیچ سند مالی وجود ندارد. در ادامه با ورود نهادهای اطلاعاتی و بررسی تراکنش‌های مالی حساب باشگاه مس رفسنجان، مشخص می‌شود ارقام سنگینی از حساب این باشگاه به حساب سه صراف واریز شده است. در ادامه بعد از احضار این صراف‌ها، مشخص می‌شود که آن‌ها این ارقام را در قبال فروش ۴۰۰ سکه طلا و مقادیری دلار و یورو دریافت کرده‌اند. با احضار مدیران پیشین باشگاه مس رفسنجان، آنان مدعی می‌شوند که سکه‌ها و دلارها به در خواست سرمربی وقت تیم‌شان به افرادی که او تعیین کرده پرداخت شده اما سندی در این‌باره در باشگاه ثبت نشده است.

### اسامی جدید
با اعلام کمیته اخلاق فدراسیون فوتبال نام چهار نفر جهت ارئه توضیحات در خصوص پروند فساد اعلام شد. به این ترتیب محمد ربیعی سرمربی وقت مس رفسنجان و کنونی ذوب آهن اصفهان،  علی علیزاده عضو هییت مدیره مس رفسنجان، مجید زین الدینی مدیر عامل مس رفسنجان و علی رمضانی، عضو هییت مدیره مس رفسنجان باید در تاریخ ۲۳ خرداد به کمیته اخلاق فدراسیون مراجعه کنند.

### علی رمضانی
علی رمضانی در واکنش به احضارش به کمیته اخلاق اعلام کرد. زمانی که مدیرعامل مس کرمان بوده، فردی نزدیک به کمیته داوران وجود داشته که نام داور بازی یک ماه آینده را می‌دانسته است و آن فرد از وی خواسته با او همکاری کند تا تیمش به لیگ برتر صعود کند اما این مدیر راضی به انجام چنین کاری نشده و به همین دلیل مس کرمان نتوانسته به لیگ برتر صعود کند و ۸ هفته در لیگ آزادگان نتیجه نگرفته است. وهمچنین اعلام کرد:
«برای افشا و مبارزه با فساد حاضرم در هر محکمه‌ای حاضر شوم و چه محکمه‌ای بهتر از کمیته اخلاق فدراسیون فوتبال! کمیته اخلاق از ارکان قضایی متولی فوتبال کشور است که می‌تواند به شیوه فوتبالی با فساد برخورد کند. همشهریان و هواداران عزیز باشگاه و تیم فوتبال مس رفسنجان، برای دفاع از تمامیت باشگاه و مقابله با هدر رفتن بیت‌المال و صیانت از سرمایه و منافع آن چهارشنبه هفته آینده در کمیته اخلاق فدراسیون فوتبال حاضر خواهم شد و با تمام وجودم در راستای مبارزه با فساد گام برخواهم داشت. به امید روزی که فوتبال ایران و باشگاه مس رفسنجان از وجود عناصر ناپاک، فرصت طلب و سواستفاده‌گر پاک شود.»

### جواد خیابانی
بعد از صحبت‌های جواد خیابانی در خصوص رشوه گرفتن داوران و کمک داوران در بازی‌های لیگ برتر فوتبال در برنامه‌ای کمیته اخلاق به عنوان مطلع جهت ارائه مدارک به این کمیته این مجری تلویزیون را فراخواندچندی پیش خیابانی روی آنتن زنده تلویزیون مدعی شده بود وی ای آر به ایران نمی‌آید تا بتوانند بازی‌ها را در بیاورند، همچنین افزود می‌توانم نام داوران و بازیکنانی که پول می‌گیرند را بگویم.

### ابراهیم حمیدی
ابراهیم حمیدی رئس کل دادگستری کرمان اطلاعاتی درخصوص پروند فساد در فوتبال ایران به خبر نگاران توضیح داد:
در ادامه رسیدگی به پرونده فساد در باشگاه فوتبال مس رفسنجان، آقای (س. م) از مسئولان سابق سازمان لیگ به دستگاه قضائی در استان کرمان احضار و به اتهام اخذ رشوه با قرار تأمین مناسب روانه زندان شد.
و همچنین چهار نفر از متهمان پرونده به دستگاه قضائی استان کرمان احضار شده بودند که در این رابطه آقای (خ. الف) از مسئولان سابق کمیته داوران فدراسیون فوتبال کشور نیز به اتهام اخذ رشوه با قرار تأمین مناسب بازداشت شده است. آقای (ف. م) از مسئولان سابق کمیته نقل و انتقالات سازمان لیگ فوتبال ایران نیز به دادگستری استان کرمان احضار شد و در حال حاضر به اتهام اخذ رشوه با قرار تأمین مناسب در بازداشت به سر می‌برد. یکی دیگر از متهمان پرونده آقای (پ. ر) سردبیر یکی از سایت‌های مشهور ورزشی است که به اتهام تحصیل مال از طریق نامشروع تحت تعقیب قضائی قرار گرفته است و در حال حاضر با قرار وثیقه میلیاردی آزاد می‌باشد و اما ممنوع الخروج از کشور می‌باشد. در خصوص متهم دیگر پروند نیز (م. ه) که سردبیر یکی از رسانه‌های ورزشی می‌باشد، وی به دلیل بیماری از مرجع قضائی تقاضای مهلت جهت حضور در دادستانی نموده است که پرونده وی نیز در حال رسیدگی است.

### سوشا مکانی
سوشا مکانی در یک برنامه مجازی به عادل فردوسی پور اتهامی از قبیل زد و بند دشت پرده نسبت داد.

### پادکست فوتبال ۳۶۰
عادل فردوسی‌پور در برنامه پادکست۳۶۰ در مصاحبه با رضا جاودانی اسامی و مدارک جدیدی رو کرد.
در این پادکست رضا جاودانی گفته است:
مجری صدا و سیما یک شاسی بلند گرفته که گم شده است.
تهیه‌کننده آن برنامه یک واحد تجاری گرفته است.
به عوامل آن برنامه ساعت رولکس ۶۰۰ میلیونی داده‌اند.
۷۵۰ سکه به دستور سرمربی وقت تیم مس رفسنجان یعنی ربیعی به جادوگر داده شده است.
چهارصد سکه در سه صرافی به دلار برای داوران تبدیل شده است.
در ادامه گفت‌وگو عادل فردوسی پور اشاره می‌کند به:
مبلغ ۲۵۰ میلیون از یک باشگاه لیگ برتری به حساب یک خانم در شمال می‌رود که با پیگیری که انجام می‌گیرد این خانم گفته است از من برنج خریدن. بعداً مشخص می‌شود به این شکل پول را خرج روابط نامشروع می کردن.
جاودانی: مس برای عرب‌براقی پول واریز کرده بود تا پرسپولیس رو شکست بدهد ولی عرب‌براقی فکر می‌کند ۵ درصد پیش پرداخت باشگاه پرسپولیس است!
عادل فردوسی پور: افرادی که نود را تعطیل کردن خودشان را کشتن یه برچسب بهم بزنند ولی نتوانستند الان هم رسانم به کسی وابسته نیست و به شرفم قسم تا ته قضیه می‌روم. افشاریان از تیم‌ها دلار می‌گرفته. یکی از داورها که در کرج گوشی فروشی دارد تعویض می‌کرده و پول‌شویی می‌کردن. اگه سندی که نشان می‌دهد VAR تحریم است را نشانم بدین، من برنامه‌ام را تعطیل می‌کنم.

### محمد ربیعی
محمد ربیعی در خصوص پادکست منتشر شده و ادعا و اتهامات وارده واکنش. نشان داد و اعلام کرد:
الان احساس می‌کنم فضا طوری دیگری است. سعی کردم به‌طور کلی با شما صحبت کنم. در حقیقت بگویم این جور داستان‌ها و مواردی که ایجاد می‌کنند، بخشی از آن می‌تواند ناشی از خصومت‌های شخصی خود بنده یا بقیه موارد باشد ما ابتدا باید اجازه بدهیم، که ابتدا دستگاه قضایی کار خودش را انجام بدهد. تا زمانی که دستگاه قضایی و نهادهای نظارتی را چیزی را اعلام نکردند فکر می‌کنم بیان کردن، افترا زدن و هرگونه موارد می‌تواند راحت‌ترین کار ممکن باشد. من بشخصه خودم به شما اعلام می‌کنم برخودم محفوظ می‌دانم که به صورت قانونی اقدام خواهم کرد.
مگر می‌شود کسی که سمت حقوقی در فدراسیون فوتبال دارد به راحتی صحبتی کند؟ حتماً صحبت‌هایی که انجام دادند دارای مستندات است. من آبرویم را در این فوتبال قطره قطره جمع کردم و سال‌ها زحمت کشیدم. به هیچ‌کسی اجازه نمی‌دهم با آبرو، شخصیت و شرافت کاری‌ام بازی کنند. بسیار از کیفیت فنی که در آن ۴ سال در مس رفسنجان ارائه دادم، قویاً دفاع می‌کنم. فکر می‌کنم یکی از پروژه‌های درست کاری‌ام بوده که آنجا انجام شده است. حالا اگر فسادی آنجا وجو دارد که به صورت فردی است و فکر نمی‌کنم سیستماتیک باشد. دستگاه قضایی آن را بررسی خواهد کرد. اینکه شما با آبروی افراد بازی کنید کار درستی نیست. در نشست خبری هم قبلاً گفته بودم به راحتی با آبروی افراد بازی نکنید. هر کسی بخواهد چنین حرفی بزند قطعاً سعی می‌کنم در مراجع قانونی کارم را پیش ببرم.
ربیعی در ادامه صحبت‌هایش ضمن تکذیب رشوه دادن و رشوه گرفتن دست داشتن در این کار هم تکذیب کرد.

### احضار رضا جاودانی به کمیته اخلاق
پس از مصاحبه رضا جاودانی با عادل فردوسی‌پور در مورد فساد در فوتبال ایران کمیته اخلاق فدراسیون با احضار جاودانی خواهان مستند وی در این خصوص شد.

## تیر

### شهاب زندی
پس اعترافات خداداد افشاریان رسانه از اظهار شهاب زندی مدیر عامل باشگاه فوتبال شمس‌آذر به دادسرای کرمان و بازداشت وی خبر دادند به این ترتیب باشگاه شمس آذر به عنوان دومین باشگاه درگیر در این پرونده معرفی شد.

## آبان
ابراهیم حمیدی رئیس‌کل دادگستری استان کرمان از صدور کیفرخواست برای متهمان پرونده فساد فوتبال خبر داد واعلام کرد برای ۱۲نفر از متهمان ۱۴۸سکه و نزدیک ۷ میلیارد تومان پول تحت عناوین اتهامی پرداخت رشوه، اخذ رشوه، کلاهبرداری و تحصیل مال از طریق نامشروع قرار مجرمیت صادر شده است. و همچنین در خصوص متهمان مطرح شد در این پرونده اعلام کرد:
اتهام آقایان خ– الف؛ رئیس سابق کمیته داوران و عضو هیئت رئیسه فدراسیون فوتبال، س-م؛ از روسای اسبق سازمان لیگ و ف-م؛ رئیس اسبق کمیته نقل و انتقالات سازمان لیگ به اتهام اخذ رشوه و دریافت سکه تمام بهار آزادی قرار مجرمیت صادر و پرونده متهمان برای ادامه رسیدگی به دادگاه ارسال شده است. آقای ش–ز، مدیرعامل یک باشگاه لیگ برتری مربوط به خارج از استان کرمان به اتهام کلاهبرداری از طریق عملیات متقلبانه از جمله تماس با افراد ذی‌نفع در فوتبال که ادعا کرده می‌تواند نتایج را با داوری تغییر دهد و اخذ ۸ سکه تمام و ۱۰ عدد نیم سکه مجرم شناخته شده است. در این پرونده آقایان ح-ب از اعضای یک باشگاه لیگ برتری نیز به اتهام پرداخت رشوه و همچنین ع-ق مدیرعامل یک باشگاه لیگ دسته یک (آزادگان) به اتهام پرداخت رشوه و اختلاس اموال دولتی به نفع شخص ثالث مجرم شناخته شدند.برای آقایان پ–ر، سردبیر یکی از سایت‌های مشهور ورزشی و م–ه، سردبیر یکی از رسانه‌های ورزشی به اتهام تحصیل مال از طریق نامشروع و دریافت سکه تمام بهار آزادی قرار مجرمیت صادر شده و در خصوص یکی از مجریان مشهور برنامه‌های ورزشی نیز پرونده مفتوح و در حال رسیدگی است. خانم‌ها ف–ح و ر–ع که تحت عناوین رمال و جادوگری پای آن‌ها به پرونده فساد فوتبال باز شده بود، به اتهام تحصیل مال از طریق نامشروع در این پرونده مجرم شناخته شده‌اند.
رئیس دادگستری استان کرمان با بیان اینکه در این پرونده آقایان ع-ف و ر-ج و نیز خانم ه-ی به عنوان مطلع به دستگاه قضایی احضار شده‌اند، دربارهٔ سایر جزئیات پرونده گفت:دربارهٔ متهمان دیگر پرونده از جمله دبیرکل سابق فدراسیون فوتبال (سال‌های ۹۹–۱۳۹۸)، رئیس کمیته وقت آموزش فدراسیون فوتبال (سال‌های ۹۹–۱۳۹۸)، سرپرست فدراسیون فوتبال (سال‌های ۹۹–۱۳۹۸)، رئیس کمیته مسابقات لیگ برتر (سال‌های ۹۹–۱۳۹۸)، دبیر سازمان لیگ برتر (سال‌های ۹۹–۱۳۹۸) و یکی دیگر از مسئولان باشگاه لیگ برتری نیز پرونده در دادسرای عمومی و انقلاب رفسنجان مفتوح و در حال رسیدگی است که به محض صدور کیفرخواست، اطلاع‌رسانی لازم دربارهٔ آن صورت خواهد گرفت. در این پرونده برای دو متهم دیگر نیز که نقش اصلی در پرونده نداشته‌اند، قرار منع تعقیب صادر شده است.

## بازداشت‌ها

### خداداد افشاریان
پس از بررسی پرونده وحضور پنج متهم به دادگاه مربوط به پرداخت رشوه از سوی باشگاه مس رفسنجان به برخی مدیران فوتبال، سرانجام اعلام شد خداداد افشاریان بازداشت شده است.

### فریبرز محمودزاده
فریبرز محمودزاده که در سال صعود کردن باشگاه مس رفسنجان به لیگ برتر صعود کرد مسئول برگزاری مسابقات لیگ دسته اول فوتبال بود و او سال گذشته به عنوان مشاور مهدی تاج رئیس فدراسیون فوتبال انتخاب شده بود. درروز ۱۹ خرداد ۱۴۰۳ به جرم مشارکت در فساد در فوتبال ایران بازداشت شد.

### شهاب زندی
پس از اعترافات خداداد افشاریان در خصوص پرونده شهاب زندی مدیرعامل باشگاه فوتبال شمس‌آذربه دادسرا کرمان احضار شد و بازداشت گردید.